# Ivanna Madruga
Ivanna Madruga (Río Tercero, 27 gennaio 1961) è un'ex tennista argentina.

## Biografia
Durante la sua carriera giunse, insieme a Adriana Villagrán, in finale nel doppio al Roland Garros nel 1980 in cui fu sconfitta dalla coppia composta da Kathy Jordan e Anne Smith in due set (6-1, 6-0).
Agli US Open non riuscì a superare il terzo turno, raggiunto in due occasioni, nel 1980 e nel 1983 quando giocò in coppia con Carling Bassett-Seguso. Furono gli stessi anni in cui giunse alla finale alle Internazionali d'Italia, perdendo prima con Hana Mandlíková e Renáta Tomanová per un doppio 6-4 e poi nel 1983 contro Virginia Ruzici e Virginia Wade per 7-6, 1-6, 6-4, in tale occasione giocò con Catherine Tanvier.
Nel singolare giunse ai quarti di finale nell'Open di Francia del 1980 venendo sconfitta da Hana Mandlíková. Anche negli US Open giunse ai quarti di finale, due volte: la prima nel 1980, in cui venne sconfitta da Andrea Jaeger, e la seconda nel 1983, quando fu eliminata da Jo Durie.